# Hesperiphona
Hesperiphona Bonaparte, 1850 è un genere di uccelli passeriformi della famiglia dei Fringillidi.

## Etimologia
Il nome scientifico del genere, Hesperiphona, deriva dall'unione delle parole greche ἑσπερος (hesperos, "sera") e φωνη (phōnē, "suono"), in riferimento all'abitudine del primo esemplare di questa specie osservato da europei di emettere il proprio richiamo sul far della sera.

## Descrizione
Si tratta di uccelli di dimensioni medio-piccole (20 cm circa), che tuttavia sono rispettabili nell'ambito della famiglia di appartenenza, della quale sono fra gli esponenti di taglia maggiore.

Ambedue le specie mostrano un dimorfismo sessuale abbastanza netto, col maschio più grosso e colorato rispetto alla femmina.

## Biologia
Si tratta di uccelli principalmente granivori, come sta a dimostrare il tozzo e poderoso becco capace di sprigionare una forza impressionante, che viene utilizzata per frantumare i semi di cui questi animali si nutrono.

## Tassonomia
Al genere vengono ascritte due specie:
- Hesperiphona vespertina (Cooper W, 1825) - frosone vespertino americano
- Hesperiphona abeillei (Lesson, 1839) - frosone dal cappuccio

Tradizionalmente, il genere veniva accorpato a Coccothraustes, ma recentemente le affinità genetiche e morfologiche fra le due specie di frosoni americani ed il frosone eurasiatico non sono state considerate tali da convincere gli studiosi a mantenerle in un unico genere. Tuttavia, si ritiene che essi, assieme ai frosoni orientali dei generi Mycerobas ed Eophona, siano gli uccelli più strettamente imparentati al frosone comune nell'ambito della famiglia dei Fringillidi.
Si può dire che le due specie ascritte al genere, siano l'equivalente nordamericano del frosone eurasiatico: esse, infatti, hanno entrambe diffusione limitata al Nord America.